# چونیونا
چونیونا (به اسپانیایی: Chuñuna) یک کوه در پرو است. چونیونا ۵٬۱۰۰ متر بالاتر از سطح دریا واقع شده‌است.